# Passang Tshering
Passang Tshering (* 16. Juli 1976 in Thimphu) ist ein bhutanischer Fußballspieler.

## Karriere

### Verein
Tshering wurde 2007 Torschützenkönig der A-Division in Bhutan, der höchsten Liga des Landes. Am 4. August 2007 erzielte Tschering bei einem Ligaspiel einen Hattrick innerhalb drei Minuten und im gesamten Spiel 17 Tore, neun davon in der zweiten Halbzeit. Nach dem Spiel sagte er der Kuensel, einer bhutanischen Tageszeitung: "Ich hätte nicht erwartet, 17 Tore zu erzielen, aber es gibt keinen Grund zu jubeln oder sich gut zu fühlen, weil wir gegen eine schwache Mannschaft gespielt haben." Tscherings Rekord wurde international jedoch nicht anerkannt, weil Koordinator Dinesh Chhetri sagte, dass die Begegnung nur ein nationales Ligaspiel war.

### Nationalmannschaft
Tschering erlangte durch das Spiel gegen Montserrat, in dem seine Mannschaft am Ende mit 4:0 gewann, internationale Bekanntheit. Dieses Spiel wurde vom niederländischen Regisseur Johan Kramer initiiert und im Dokumentarfilm The Other Final verarbeitet. Zwei Tore erzielte er außerdem bei der Südasienmeisterschaft 2013. Tschering war Kapitän seiner Mannschaft.

#### Tore in der Nationalmannschaft
| 1.                               | 23. April 2003    | Changlimithang Stadium, Thimphu, Bhutan             | Guam          | 6:0 | Sieg       | Asiencup 2004/Qualifikation          |
| 2.                               | 13. Mai 2008      | Barotac Nuevo Plaza Field, Iloilo City, Philippinen | Tadschikistan | 1:3 | Niederlage | AFC Challenge Cup 2008/Qualifikation |
| 3.                               | 29. November 2009 | Kolkata, Indien                                     | Nepal         | 1:2 | Niederlage | Freundschaftsspiel                   |
| 4.                               | 4. September 2013 | Dasarath Rangasala Stadium, Kathmandu, Nepal        | Malediven     | 2:8 | Niederlage | Fußball-Südasienmeisterschaft 2013   |
| 5.                               | 6. September 2013 | Halchowk Stadium, Kathmandu, Nepal                  | Sri Lanka     | 2:5 | Niederlage | Fußball-Südasienmeisterschaft 2013   |
| Ergebnisse vom 15. November 2013 |                   |                                                     |               |     |            |                                      |